# موريس غارلاند فولتون
موريس غارلاند فولتون (بالإنجليزية: Maurice Garland Fulton)‏ هو مؤرخ أمريكي، ولد في 1877 في مقاطعة لافاييت في الولايات المتحدة، وتوفي في 1955 في روزويل في الولايات المتحدة.